# مشكاة الأنوار
مشكاة الأنوار ومصفاة الأسرار، كتاب للإمام أبو حامد الغزالي، في باب التصوف، يتحدث فيه عن أسرار الأنوار الإلهية، والقول في تفسير قول الله ﴿الله نور السموات والأرض﴾ ومعنى تمثله بالمشكاة والزجاجة والمصباح.